# Wegelin & Co.
Die 1741 gegründete Wegelin & Co. galt bis zu ihrer faktischen Auflösung im Jahr 2012 als älteste bestehende Bank der Schweiz. Das in St. Gallen ansässige Unternehmen zählte 2011 rund 700 Mitarbeiter und verwaltete Kundenvermögen von über 24 Milliarden Schweizer Franken. Das Bankinstitut verfügte über weitere Standorte in Zürich, Bern, Basel, Genf, Lausanne, Locarno, Lugano, Chiasso, Schaffhausen, Winterthur, Chur und Luzern. Am 27. Januar 2012 wurde der Transfer des Nicht-US-Geschäfts in die Notenstein Privatbank AG und deren Verkauf an die Raiffeisen Schweiz bekannt gegeben.

## Geschichte

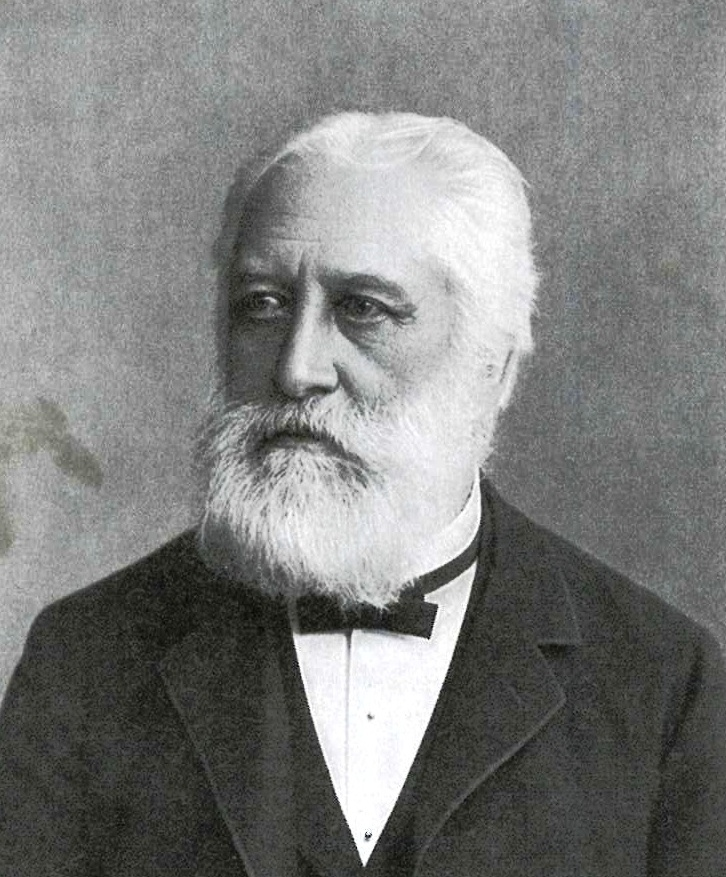
Emil Wegelin um 1880

Der Ursprung des heutigen Bankhauses datiert vom 1. März 1741. Caspar Zili (1717–1758) gründete in St. Gallen eine Einzelunternehmung namens Leinentuchhandel und Speditionshandlung. Die Firma sollte nicht nur als Spedition tätig sein, sondern auch Bankgeschäfte abwickeln. Sein Sohn erwarb 1798 das Gebäude Nothveststein, welches Hauptsitz der Bank war. 1860 wurde Emil Wegelin-Wild, der Neffe Zylis, Teilhaber der Bank. Unter ihm begann die Konzentration des Geschäfts auf die Vermögensverwaltung. Zu den berühmten Kunden der damaligen Zeit gehörte Eugénie de Montijo. 1893 wurde das Unternehmen in eine Kommanditgesellschaft umgewandelt. 1909 veröffentlichte das Bankhaus den ersten Anlagekommentar. Bis zur Einstellung des Anlagekommentars handelte es sich um eine vielbeachtete Veröffentlichung. 1998 wurden bei Wegelin & Co. die gesamten Unternehmensprozesse nach ISO 9001 zertifiziert.

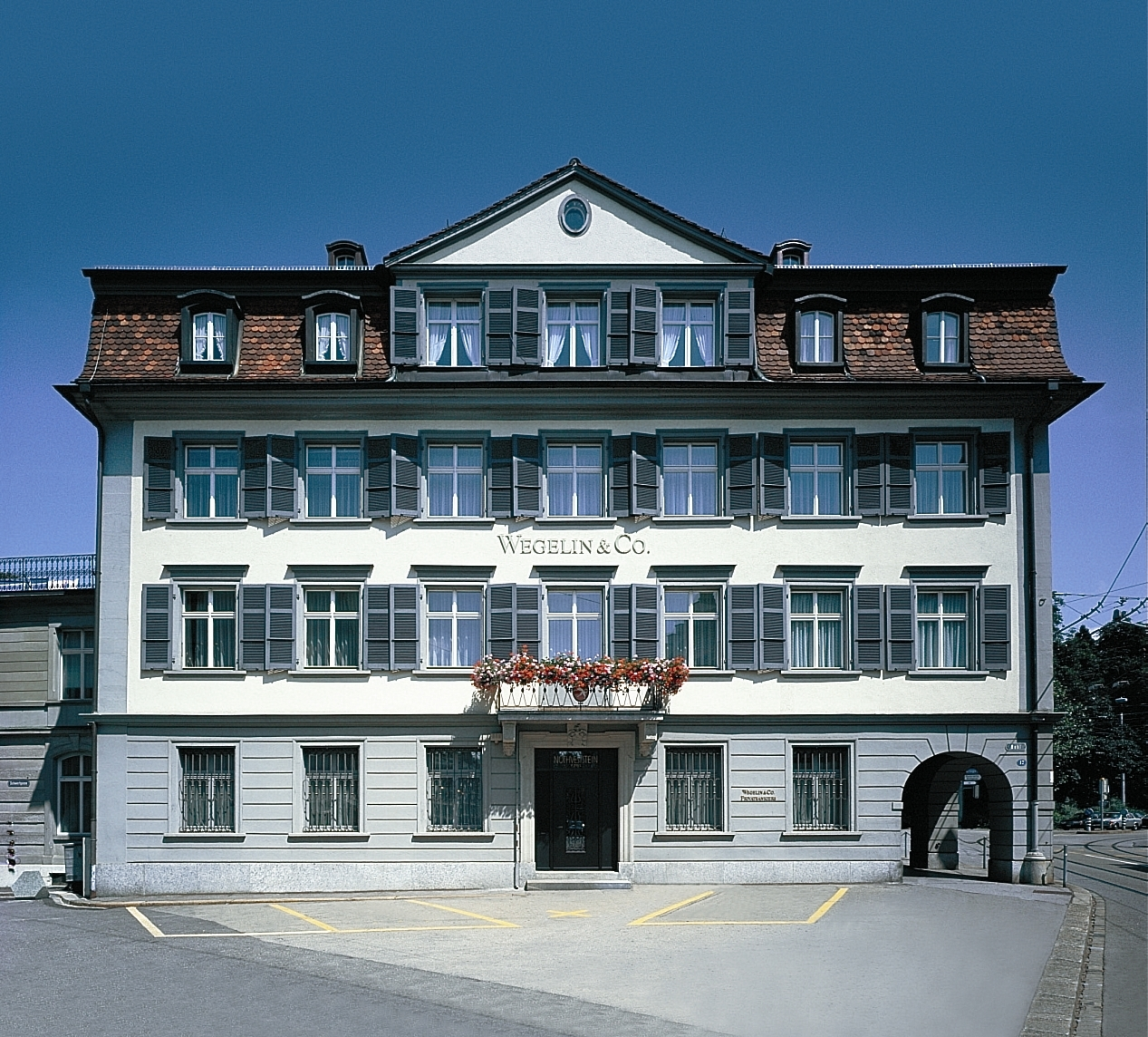
Bankhaus Wegelin & Co. in St. Gallen

Noch 1990 zählte das Bankhaus rund 30 Mitarbeiter. Anfang der 1990er Jahre traten Konrad Hummler und Otto Bruderer als geschäftsführende Teilhaber ein. Das Traditionshaus wurde in der Folge auf modernes Portfoliomanagement und Finanztheorie ausgerichtet. 2011 zählte die Privatbank 700 Mitarbeiter an 13 Standorten: 1998 eröffnete Wegelin & Co. eine Niederlassung in Zürich, 2000 in Lugano, weitere folgten in Bern (2002), Lausanne (2004) und Schaffhausen (2005). Zu diesem Zeitpunkt zählte das Unternehmen rund 230 Mitarbeitende. Die Präsenz vor Ort wurde weiter ausgebaut mit Niederlassungen in Basel, Genf und Locarno (alle 2007), Chur (2009), Luzern (2010) und Winterthur (2011).
Die Privatbank arbeitete eng mit verschiedenen Hochschulen zusammen.
Anfang 2012 geriet die Bank im Zusammenhang mit dem Steuerstreit zwischen den USA und den Schweizer Banken ins Visier der US-amerikanischen Justiz, obwohl Wegelin & Co. keine Niederlassungen in den USA hatte. Die privat haftenden Bankiers sahen die Situation für ihr Bankhaus als so bedrohlich an, dass sie am 27. Januar 2012 das Unternehmen aufteilten. Während das Geschäft mit Kunden in den USA und Bürgern der USA bei Wegelin & Co blieb, wurden alle übrigen Kunden mit rund 21 Mrd. Franken Kundengeldern, die Geschäftsstellen und das gesamte Personal in die Notenstein Privatbank übertragen, welche von der Raiffeisen Schweiz übernommen wurde. Im Februar 2012 wurde Wegelin vom US-Justizministerium wegen Beihilfe zur Steuerhinterziehung angeklagt.
Wegelin & Co. bekannte sich am 3. Januar 2013 in den USA als erste ausländische Bank der Beihilfe zur Steuerhinterziehung für schuldig und akzeptierte die Zahlung einer Strafe von 74 Mio. US-Dollar.
Das aktive Bankgeschäft wurde im März 2013 eingestellt, nachdem der Vergleich von einem US-Richter bestätigt worden war.

## Unternehmensstruktur
Als Kommanditgesellschaft gehörte Wegelin & Co. zu den wenigen schweizerischen Privatbanken, deren geschäftsführenden Teilhaber unbeschränkt persönlich haften. Die unbeschränkt haftenden Komplementäre waren (chronologisch) Otto Bruderer, Konrad Hummler, Steffen Tolle, Michele Moor, Christian Raubach und Christian Hafner. Kommanditäre waren fünf Geschäftsleitungsmitglieder der Bank sowie Mitglieder der Familie Wegelin.
Nach dem Transfer des Nicht-US-Geschäfts an die Notenstein Privatbank AG und deren Verkauf an die Raiffeisen Schweiz am 27. Januar 2012 verliessen die ehemaligen Teilhaber Adrian Künzi und Magne Orgland Wegelin und traten ihre Stellen bei der Notenstein Privatbank an, Künzi als Chief Executive Officer (CEO).
Zum Zwecke der Abwicklung wurde das Unternehmen zum 29. August 2013 in eine Aktiengesellschaft unter dem neuen Namen Wen AG umgewandelt.